# Hoop (Einheit)
Mit Hoop, oder Mühlenköpfe, wurde ein kleines Getreidemaß im Königreich Hannover bezeichnet. Es war als Sechzehntel (1/16) am Schluss der Teilung einer Last Getreide.
Während das Gefäß des Himtens in Durchmesser und Höhe gleich sein sollte, hatte das für den Mühlenkopf die doppelte Höhe zum Durchmesser. Der Himten hatte 14,01 Zoll Durchmesser und Höhe. Beide Volumenmaße in zylindrischer Form wurden immer mit dem Streichholz gestrichen gerechnet.
- 1 Hoop/Mühlenkopf = 1,947 Liter
- 1 Himten = 4 Metzen = 16 Mühlenköpfe

Eine Last hatte 16 Malter mit je 6 Himten zu je 4 Metzen zu je 4 Sechzehntel oder Hoop/Mühlenkopf:
- 1 Last = 16 Malter = 96 Himten = 384 Metzen/Spint = 1536 Sechzehntel
- 1 Last = 29,9056 Hektoliter
- 1 Himten = 1570,4316 Pariser Kubikzoll = 31,15166 Liter[2]